# Golfo de Suez
El golfo de Suez (en árabe: خليج السويس; Árabe transliterado: Khalyj as-Suways) es un brazo del mar Rojo que conforma la frontera natural occidental de la península de Sinaí, separándola del continente africano.
Es un valle rift inundado relativamente joven, de unos 40 millones de años. Se estrecha cerca de 175 millas de norte a noreste, terminando en la ciudad egipcia de Suez, en la entrada del canal de Suez. A lo largo de la línea media del golfo se delinea el límite entre África y Asia. Las costas del golfo son ricas en yacimientos de hidrocarburos, explotados desde 1910.

## Delimitación de la IHO
La máxima autoridad internacional en materia de delimitación de mares, la Organización Hidrográfica Internacional («International Hydrographic Organization, IHO), considera el golfo de Suez («Gulf of Suez») como un mar. En su publicación de referencia mundial, «Limits of oceans and seas» (Límites de océanos y mares, 3ª edición de 1953), le asigna el número de identificación 43 y lo define de la forma siguiente:

En el sur.
 Una línea desde Ras Muhammad (27º43'N) hasta la punta meridional de la isla Shadwan (34°02'E) y desde allí hacia el oeste sobre el paralelo (27°27'N) hasta la costa de África.
Limits of oceans and seas, pág. 21.